# Encyrtus philiscus
Encyrtus philiscus är en stekelart som beskrevs av Walker 1851. Encyrtus philiscus ingår i släktet Encyrtus och familjen sköldlussteklar. Inga underarter finns listade i Catalogue of Life.